# نیاسانی
نیاسانی (به انگلیسی: Atavism) در زیست‌شناسی نوعی بازگشت در فرایند تکامل است؛ بدین معنی که خصوصیاتی که نسل‌ها پیش محو شده بودند دوباره در برخی افراد نسل جدید از یک گونه ظاهر شوند.

## زیست‌شناسی
صفات تکاملی که از نظر فنوتیپی از بین رفته‌اند، لزوماً از ژنوم ارگانیسم ناپدید نمی‌شوند. توالی ژن معمولاً باقی می‌ماند، اما در حالت غیرفعال است. چنین ژن بلااستفاده ای ممکن است در طول نسل‌های زیادی در ژنوم باقی بماند. تا زمانی که ژن دست نخورده باقی بماند، یک عیب در کنترل ژنتیکی سرکوب کننده ژن می‌تواند منجر به دوباره ظاهر شدن آن صفت شود. گاهی ظهور ژنهای خفته می‌تواند با تحریک مصنوعی صورت پذیرد.
نیاسانی در انسان مشاهده شده است، مانند نوزادانی که با دمهای وستیگیال متولد شده‌اند (به نام "فرآیند کوکسیژال"، "طرح کوکسیژال" یا "زائده کبدی"). نیاسانی همچنین در انسانهایی که دندانهای بزرگی دارند، مانند دندانهای سایر پستانداران نخستین، قابل مشاهده است. علاوه بر این، یک مورد "قلب مار" که نشانگر وجود "گردش خون و عروق کرونری و ساختار میوکاردی که شبیه به قلب خزندگان است نیز در ادبیات پزشکی گزارش شده است. نیاسانی همچنین اخیراً در جنین‌های دایناسورهای پرندگان مدرن (پرنده) القا شده است تا ویژگی‌های خفته دایناسورها، از جمله دندانها را بیان کنند.
نمونه‌های دیگر از نیاسانی مشاهده شده عبارتند از:
- اندامهای عقبی در پستانداران بیمو و آبزی.[۸]
- انگشتان اضافی پا در اسب‌های امروزی.
- ظهور دست و پا در مهره‌داران بدون دست و پا.
- تکامل مجدد جنسی از پارتنوژنز در کرم‌های حلقوی.[۹]
- دندان در مرغها
- برآمدگی شاخی بالای پنجه در سگ‌ها.[۱۰][۱۱]
- ظهور بالهای پروتوراکیک در حشرات.
- ظهور دوباره بالها در حشرات بدون بال و گوش خیزک‌ها.
- ماهیچه‌های نیاسانی در چندین پرنده و پستانداران مانند تازی شکاری پا کوتاه و موش دو پا.[۱۲]
- انگشتان اضافی در پاهای خوکچه‌های هندی.[۱۳]
- تجدید حیات در تولید مثل جنسی در گیاه گل دهنده Hieracium pilosella و خانواده کرم‌های Crotoniidae.[۱۴]
- پاهای پرده دار در آکسولوتی‌های بالغ (آکسولوتی‌ها نوعی سمندر از جنس آمبیستوما هستند).[۱۵]
- دم انسان (نه دم شبه) و نوک سینه‌های بزرگتر از حد عادی در انسان (و سایر پستانداران نخستین).
- کور رنگی در انسان‌ها.[۱۶]

## فرهنگ
نیاسانی اصطلاحی است که جوزف شومپیتر دربارهٔ جنگ جهانی اول در اروپای لیبرال در قرن بیستم به توضیح آن پرداخت. او از نظریه روابط بین‌الملل لیبرال دفاع می‌کند. این نظریه به این معناست که یک جامعه بین‌المللی که بر روی تجارت ساخته شده است از جنگ به دلیل مخرب بودن جنگ و هزینه مقایسه ای دوری می‌کند.

## داروینیسم اجتماعی
در طی بازه زمانی بین پذیرش تکامل در اواسط دهه ۱۸۰۰ و ظهور درک مدرن ژنتیک در اوایل دهه ۱۹۰۰، برای اینکه یک خصیصه یا صفت پس از چندین نسل غیبت، مجدداً ظاهر گردد، از نیاسانی استفاده می‌شد و اغلب «بازگشت به گذشته» نامیده می‌شد. [نیاز به استناد] این عقیده که می‌توان با استفاده از روش‌های انتخابی یا باروری دوباره، منجر به ایجاد نژادهایی مانند گاو هک شد.